# Distretto di Emet
Il distretto di Emet (in turco Emet ilçesi) è uno dei distretti della provincia di Kütahya, in Turchia.